# Marie Colvin
Marie Catherine Colvin, född 12 januari 1956 i New York, död 22 februari 2012 i Homs, var en amerikansk journalist som arbetade för den brittiska tidningen The Sunday Times från 1985 till sin död. 
Hon dog när hon rapporterade från Homs i Syrien.
Colvin rapporterade från konflikter i bland annat Tjetjenien, Kosovo, Sierra Leone, Zimbabwe, Libyen och Östtimor och vann flera priser för sin journalistik. Efter att hon förlorade sitt ena öga i Sri Lanka den 16 april 2001 bar hon en svart ögonlapp.
Filmen A Private War handlar om Colvin.